# Magicenelbeat
Joaquín Calderón (San Bernardo, Santiago de Chile; 1999), conocido artísticamente como Magicenelbeat, es un productor musical y beatmaker chileno.

## Biografía
Joaquín nació en San Bernardo, una comuna de Santiago de Chile. Calderón es el menor de una familia de tres hermanos. Ha producido canciones como "Ultra Solo" de Polimá Westcoast (incluyendo su versión remix), "Marisola" de Cris MJ ft. Standly (incluyendo su versión remix), "La terapia" de Youngcister (incluyendo su versión remix), "Siempre fine" de AK4:20, "Un coco" de Bad Bunny, "Panties y brasieres" de Rauw Alejandro ft. Daddy Yankee, "Después de la una" de Cris MJ ft. Floyy Menor, "Mi kama" de Paloma Mami, "Sextime" de Polimá Westcoast. entre muchas otras.